# 소련여자
소련여자(본명: 크리스티나 안드레예브나 옵친니코바, 러시아어: Кристина Андреевна Овчинникова, 1997년~)는 러시아 출신의 대한민국의 유튜버이다.
러시아 케메로보 주 프로코피옙스크에서 태어났으며 국립 노보 시비르스크 대학교 동양학을 전공하고 인문학 학사를 수료했다. 주로 대한민국과 일본을 연구했었다. 대학 시절 교수의 말에 따르면 "대학시절엔 조용한 학생이었다"라고 말했다. 소련여자는 원래 크리스티아누 호날두의 팬이었으나 노쇼 사태 이후 그의 유니폼을 불태우는 영상을 업로드하였는데 그 영상이 소련여자의 첫 영상이었다. 그 이후 영상이 유명해지면서 소련여자는 유튜브를 시작하였다. 초반에는 'Kris O'라는 닉네임으로 활동했으나 후에 소련여자로 바뀌었고 일본 불매운동 외국인 반응, 애국 보드카 병뚜껑 챌린지, 5만원으로 유튜브 시작하는 방법 등 다양한 영상들을 올리며 화제가 되기 시작했으며 7개월 만에 구독자 84만명을 돌파하는 등 유명세를 얻기 시작했다. 2020년 7월 21일 구독자 100만명을 달성했다. 2022년 이름을 크리스[구 소련여자]로 바꿨다

## 학력
- 국립 노보시비르스크 대학교 동양학 전공, 인문학 학사 수료
- 숙명여자대학교 어학당 졸업